# Ako
Ako (Japans: 赤穂市, Akō-shi) is een stad in de prefectuur Hyogo, Japan. Begin 2014 telde de stad 49.365 inwoners.

## Geschiedenis
Op 1 september 1951 werd Ako benoemd tot stad (shi). Dit gebeurde na het samenvoegen van Ako met de gemeenten Sakagoe en Takao.

## Partnersteden
- Rockingham, Australië

Steden:
Aioi · Akashi · Ako · Amagasaki · Asago · Ashiya · Awaji · Himeji · Itami · Kakogawa · Kasai · Kato · Kawanishi · Kobe (hoofdstad) · Miki · Minamiawaji · Nishinomiya · Nishiwaki · Ono · Sanda · Sasayama · Shiso · Sumoto · Takarazuka · Takasago · Tamba · Tatsuno · Toyooka · Yabu

Districten:
Ako · Ibo · Kako · Kanzaki · Kawabe · Mikata · Sayo · Taka
Gemeenten per district